# Bruce Arena
Pour les articles homonymes, voir Arena.
Bruce Arena, né le 21 septembre 1951 à Brooklyn, New York, est un entraîneur américain de soccer, ancien sélectionneur des États-Unis à deux reprises.

## Biographie
Comme entraîneur de l'Université de Virginie, Bruce Arena se construit une réputation en remportant notamment cinq championnats nationaux (les NCAA Championships) avant de prendre en main l'équipe nationale. Il permet l'éclosion de nombreux joueurs qui constitueront plus tard la pierre angulaire de la sélection nationale dont Claudio Reyna, Jeff Agoos, John Harkes et Tony Meola.
En 1996, Arena devint entraîneur de D.C. United lors de la première saison de MLS, où son équipe remporte la Coupe MLS en 1996 et 1997, avant de perdre la finale de 1998 contre le Fire de Chicago.
En 1998, il devient sélectionneur de l'équipe nationale des États-Unis, après le renvoi de Steve Sampson. Arena est en fonction pendant la Coupe du monde 2002, où l'équipe atteint les quarts de finale. Il fait son retour à la tête de l'équipe nationale, le 1er décembre 2016, en remplacement de Jürgen Klinsmann, sa nomination étant annoncée le 22 novembre. Le 13 octobre 2017, un peu moins d'un an après son intronisation, Arena démissionne du poste de sélectionneur en raison de l'élimination des États-Unis de la course à la Coupe du monde 2018. Il aura entre-temps remporté une troisième Gold Cup en juillet, s'ajoutant aux deux précédentes (2002 et 2005) remportées lors de son premier passage à la tête de la Team USA.
Arena était joueur de soccer pendant sa jeunesse, et a joué une fois pour l'équipe américaine comme gardien de but. Son fils Kenny Arena a joué pour D.C. United.

## Palmarès d'entraîneur

### En club
Cavaliers de la Virginie
- Vainqueur du Championnat NCAA en 1989, 1991, 1992, 1993 et 1994.

 D.C. United
- Vainqueur de la Coupe MLS en 1996 et 1997.
- Vainqueur de la Coupe des États-Unis en 1996.
- Vainqueur du Supporters' Shield en 1997.
- Vainqueur de la Coupe des champions de la CONCACAF en 1998.
- Vainqueur de la Copa Interamericana en 1998

 Galaxy de Los Angeles
- Vainqueur de la Coupe MLS en 2011, 2012 et 2014.
- Vainqueur du Supporters' Shield en 2010 et 2011.

 Revolution de la Nouvelle-Angleterre
- Vainqueur du Supporters' Shield en 2021.

### En sélection
États-Unis
- Vainqueur de la Gold Cup en 2002, 2005 et 2017.

### Individuel
- Entraîneur de l'année en MLS (3) : 1997, 2009, 2011 et 2021.

## Statistiques
Source : www.fourfourtwo.com
Dernière mise à jour : 13 octobre 2017.
| D.C. United          | 3 janvier 1996   | 1er août 1998    | 128 | 85  | 3   | 40  | 66.40 |
| États-Unis           | 1er août 1998    | 14 juillet 2006  | 130 | 71  | 29  | 30  | 54.61 |
| États-Unis olympique |                  |                  | 39  | 17  | 6   | 16  | 43.59 |
| New York Red Bulls   | 18 juillet 2006  | 5 novembre 2007  | 47  | 16  | 12  | 19  | 34.04 |
| Los Angeles Galaxy   | 18 août 2008     | 22 novembre 2016 | 344 | 163 | 89  | 92  | 47.38 |
| États-Unis           | 22 novembre 2016 | 13 octobre 2017  | 18  | 10  | 6   | 2   | 55.55 |
| Total                | Total            | Total            | 706 | 362 | 145 | 199 | 51.27 |

NB : Les statistiques incluent les matchs de championnat, coupes, playoffs et Ligue des Champions de la CONCACAF. Les matchs avec la sélection américaine qui se sont soldées par une série de pénaltys sont considérés comme des matchs nuls.